# Čotar
Čotar je priimek v Sloveniji, ki ga je po podatkih Statističnega urada Republike Slovenije 1. januarja 2024 uporabljalo 212 oseb in je med vsemi priimki po pogostosti uporabe uvrščen na 1998. mesto. Priimek je najpogostejši v Goriški statistični regiji, kjer živi 99 ljudi s tem priimkom, priimek pa je 246. najpogostejši v regiji.

## Znani nosilci priimka
- Albin Čotar (1917—1988), politik
- Bojan Čotar, rokometni trener
- Boženka Čotar (* 1946), redovnica in glasbena pedagoginja
- Danijel Čotar (* 1943), agronom
- Miloš Čotar, kulturni delavec
- Sonja Čotar (* 1965), rokometašica